# Mansor Abbas
Mansoor Mohamed Abbas Hassan Al Baloushi, noto semplicemente come Mansor Abbas (in arabo منصور البلوشي‎?; 18 marzo 1991), è un calciatore emiratino, difensore dell'Ittihad Kalba .

## Palmarès

### Club

#### Competizioni nazionali
- UAE Division 1: 2

Ittihad Kalba: 2011-2012
Ajman: 2016-2017